# Női lesiklás az 1980. évi téli olimpiai játékokon
Az 1980. évi téli olimpiai játékokon az alpesisí női lesiklás versenyszámát február 17-én rendezték. Az aranyérmet az osztrák Annemarie Moser-Pröll nyerte meg. A versenyszámban nem vett részt magyar versenyző.

## Végeredmény
Mindegyik versenyző egy futamot teljesített, az időeredmények határozták meg a végső sorrendet. Az időeredmények másodpercben értendők.
| Helyezés | Versenyző                 | Nemzet                 | Idő           |
| -------- | ------------------------- | ---------------------- | ------------- |
| Arany    | Annemarie Moser-Pröll     | Ausztria (AUT)         | 1:37,52       |
| Ezüst    | Hanni Wenzel              | Liechtenstein (LIE)    | 1:38,22       |
| Bronz    | Marie-Theres Nadig        | Svájc (SUI)            | 1:38,36       |
| 4.       | Heidi Preuss              | Egyesült Államok (USA) | 1:39,51       |
| 5.       | Kathy Kreiner             | Kanada (CAN)           | 1:39,53       |
| 6.       | Ingrid Eberle             | Ausztria (AUT)         | 1:39,63       |
| 7.       | Torill Fjeldstad          | Norvégia (NOR)         | 1:39,69       |
| 7.       | Cindy Nelson              | Egyesült Államok (USA) | 1:39,69       |
| 9.       | Marianne Zechmeister      | NSZK (FRG)             | 1:39,96       |
| 10.      | Jana Gantnerová-Šoltýsová | Csehszlovákia (TCH)    | 1:40,71       |
| 11.      | Laurie Graham             | Kanada (CAN)           | 1:40,74       |
| 11.      | Bernadette Zurbriggen     | Svájc (SUI)            | 1:40,74       |
| 13.      | Loni Klettl               | Kanada (CAN)           | 1:40,95       |
| 14.      | Holly Flanders            | Egyesült Államok (USA) | 1:40,96       |
| 15.      | Cristina Gravina          | Olaszország (ITA)      | 1:40,99       |
| 16.      | Marie-Luce Waldmeier      | Franciaország (FRA)    | 1:41,05       |
| 17.      | Evi Mittermaier           | NSZK (FRG)             | 1:41,26       |
| 17.      | Doris de Agostini         | Svájc (SUI)            | 1:41,26       |
| 19.      | Irene Epple               | NSZK (FRG)             | 1:41,68       |
| 20.      | Annemarie Bischofsberger  | Svájc (SUI)            | 1:41,93       |
| 21.      | Monika Bader              | NSZK (FRG)             | 1:41,96       |
| 22.      | Cornelia Pröll            | Ausztria (AUT)         | 1:42,44       |
| 23.      | Petra Wenzel              | Liechtenstein (LIE)    | 1:42,50       |
| 24.      | Moira Cargill             | Nagy-Britannia (GBR)   | 1:42,82       |
| 25.      | Valentina Iliffe          | Nagy-Britannia (GBR)   | 1:43,28       |
| 26.      | Anna Archibald            | Új-Zéland (NZL)        | 1:46,68       |
| 27.      | Farída Rahmed             | Libanon (LIB)          | 2:42,88       |
| –        | Caroline Attia            | Franciaország (FRA)    | nem ért célba |